# Polo aquático nos Jogos Pan-Americanos de 2011 - Feminino
O torneio feminino de polo aquático nos Jogos Pan-Americanos de 2011 ocorreu entre 23 e 28 de outubro no Centro Aquático Scotiabank. Oito equipes participaram do evento, onde a campeã se classificou para os Jogos Olímpicos de 2012, em Londres.

## Medalhistas
|  | USA Estados Unidos |  | CAN Canadá |  | BRA Brasil |
|  | Tumuaialii Anae Elizabeth Armstrong Kameryn Craig Annika Dries Courtney Mathewson Heather Petri Kelly Rulon Melissa Seidemann Jessica Steffens Margaret Steffens Brenda Villa Lauren Wenger Elsie Windes |  | Krystina Alogbo Joelle Bekhazi Tara Campbell Emily Csikos Monika Eggens Whitney Genoway Katrina Monton Dominique Perreault Marina Radu Rachel Riddell Christine Robinson Rosanna Tomiuk Hanna Yelizarova |  | Cristina Beer Cecilia Canetti Manuela Canetti Marina Canetti Luiza Carvalho Izabella Chiappini Mirella de Coutinho Catherine Amanda Oliveira Tess Oliveira Gabriela Dias Gabriela Gozani Fernanda Lissoni Marina Zablith |

## Formato
As oito equipes foram divididas em dois grupos de quatro equipes. Cada equipe enfrentou as outras no mesmo grupo, totalizando três jogos. As duas primeiras colocadas de cada grupo se classificaram as semifinais e as restantes para jogos de definição do quinto ao oitavo lugar. Nas semifinais, as vencedoras disputaram a final e as perdedoras a medalha de bronze.

## Primeira fase
|  | Equipes classificadas à fase final             |
|  | Equipes classificadas à disputa de 5º–8º lugar |

Todas as partidas seguem o fuso horário local (UTC-6).

### Grupo A
| Seleção       | P | J | V | E | D | GP | GC | SG  |
| ------------- | - | - | - | - | - | -- | -- | --- |
| CAN Canadá    | 6 | 3 | 3 | 0 | 0 | 54 | 15 | +39 |
| BRA Brasil    | 4 | 3 | 2 | 0 | 1 | 22 | 21 | +1  |
| MEX México    | 2 | 3 | 1 | 0 | 2 | 31 | 33 | –2  |
| VEN Venezuela | 0 | 3 | 0 | 0 | 3 | 12 | 50 | –38 |

| 23 de outubro | Brasil                                     | 8 – 5                          | México            | Centro Aquático Scotiabank, Guadalajara   |
| 09:40         | Catherine Amanda Oliveira, Cristina Beer 2 | (2–2, 3–2, 2–0, 1–1) Relatório | Priscila Orozco 4 | Árbitro: USA Steve Redding AHO Frank Bohm |

| 23 de outubro | Venezuela                           | 2 – 23                         | Canadá            | Centro Aquático Scotiabank, Guadalajara   |
| 12:15         | Mildre Ramírez, Soleilyn Martínez 1 | (1–5, 0–6, 1–6, 0–6) Relatório | Krystina Alogbo 6 | Árbitro: CUB Raúl Madera COL Camilo López |

| 24 de outubro | Brasil                                                                | 4 – 13                         | Canadá           | Centro Aquático Scotiabank, Guadalajara       |
| 09:45         | Marina Zablith, Marina Canetti, Luiza Carvalho, Mirella de Coutinho 1 | (0–2, 1–3, 0–5, 3–3) Relatório | Joelle Bekhazi 3 | Árbitro: CUB Raúl Madera VEN Arnoldo Zambrano |

| 24 de outubro | Venezuela    | 7 – 17                         | México         | Centro Aquático Scotiabank, Guadalajara        |
| 11:00         | Patsy Alas 2 | (1–5, 3–5, 2–3, 1–4) Relatório | Sarah Orozco 5 | Árbitro: USA Mark Maretzki ARG Héctor Valcarce |

| 25 de outubro | Brasil                                     | 10 – 3                         | Venezuela    | Centro Aquático Scotiabank, Guadalajara   |
| 09:45         | Catherine Amanda Oliveira, Cristina Beer 2 | (4–0, 2–2, 2–0, 2–1) Relatório | Patsy Alas 2 | Árbitro: CUB Juan Menéndez AHO Frank Bohm |

| 25 de outubro | México           | 9 – 18                         | Canadá            | Centro Aquático Scotiabank, Guadalajara        |
| 11:00         | Daisy Carrillo 2 | (2–6, 3–6, 3–4, 1–2) Relatório | Krystina Alogbo 6 | Árbitro: USA Steve Redding ARG Héctor Valcarce |

### Grupo B
| Seleção            | P | J | V | E | D | GP | GC | SG  |
| ------------------ | - | - | - | - | - | -- | -- | --- |
| USA Estados Unidos | 6 | 3 | 3 | 0 | 0 | 63 | 7  | +56 |
| CUB Cuba           | 4 | 3 | 2 | 0 | 1 | 22 | 36 | –14 |
| PUR Porto Rico     | 2 | 3 | 1 | 0 | 2 | 28 | 43 | –15 |
| ARG Argentina      | 0 | 3 | 0 | 0 | 3 | 11 | 38 | –27 |

| 23 de outubro | Argentina | 0 – 20                         | Estados Unidos | Centro Aquático Scotiabank, Guadalajara     |
| 08:30         |           | (0–4, 0–6, 0–3, 0–7) Relatório | Annika Dries 4 | Árbitro: MEX Antonio Mejía BRA André Dester |

| 23 de outubro | Porto Rico     | 12 – 13                        | Cuba                                 | Centro Aquático Scotiabank, Guadalajara     |
| 09:45         | Paola Medina 4 | (4–4, 2–3, 3–2, 3–4) Relatório | Hirovis Hernández, Danay Gutiérrez 3 | Árbitro: CAN Carl Burt VEN Arnoldo Zambrano |

| 24 de outubro | Argentina    | 5 – 6                          | Cuba             | Centro Aquático Scotiabank, Guadalajara          |
| 08:30         | Laura Font 2 | (0–2, 2–1, 2–1, 1–2) Relatório | Mayelin Bernal 2 | Árbitro: CAN Mikhail Dykman MEX Ricardo Callejas |

| 24 de outubro | Porto Rico                     | 4 – 24                         | Estados Unidos  | Centro Aquático Scotiabank, Guadalajara   |
| 12:15         | Angelica García, Anaid Ralat 2 | (0–8, 2–7, 1–7, 1–2) Relatório | Kameryn Craig 4 | Árbitro: COL Camilo López BRA José Werner |

| 25 de outubro | Argentina    | 6 – 12                         | Porto Rico                  | Centro Aquático Scotiabank, Guadalajara       |
| 08:30         | Lea Ledoux 2 | (3–1, 0–3, 3–4, 0–4) Relatório | Amanda Ortiz, Anaid Ralat 3 | Árbitro: MEX Antonio Mejía CAN Mikhail Dykman |

| 25 de outubro | Estados Unidos      | 19 – 3                         | Cuba                                                | Centro Aquático Scotiabank, Guadalajara    |
| 12:15         | Melissa Seidemann 5 | (5–0, 4–1, 3–1, 7–1) Relatório | Yeliana Bravo, Hirovis Hernández, Danay Gutiérrez 3 | Árbitro: COL Camilo López VEN Hugo Paredes |

## Fase final
|  | Semifinais            | Semifinais            |    |                       | Final                    | Final |  |
|  |                       |                       |    |                       |                          |       |  |
|  | 26 de outubro – 15:30 |                       |    |                       |                          |       |  |
|  | BRA Brasil            | 1                     |    |                       |                          |       |  |
|  | USA Estados Unidos    | 13                    |    |                       |                          |       |  |
|  |                       |                       |    |                       |                          |       |  |
|  |                       |                       |    |                       | 28 de outubro – 17:00    |       |  |
|  |                       |                       |    |                       | USA Estados Unidos (pen) | 27    |  |
|  |                       | CAN Canadá            | 26 |                       |                          |       |  |
|  |                       |                       |    |                       |                          |       |  |
|  |                       |                       |    |                       |                          |       |  |
|  |                       |                       |    |                       | 3º lugar                 |       |  |
|  | 26 de outubro – 17:00 | 26 de outubro – 17:00 |    | 28 de outubro – 15:30 | 28 de outubro – 15:30    |       |  |
|  | CUB Cuba              | 9                     |    | BRA Brasil            | 9                        |       |  |
|  | CAN Canadá            | 15                    |    |                       | CUB Cuba                 | 8     |  |

### Classificação 5º–8º lugar
| 26 de outubro | Venezuela                                                                                             | 6 – 11                         | Porto Rico                   | Centro Aquático Scotiabank, Guadalajara     |
| 12:30         | Alexandra Carangelo, Mildre Ramírez, Stephany Rivero, Franjelis Pitter, Gregory Aguilar, Patsy Alas 1 | (0–2, 2–3, 2–3, 2–3) Relatório | Paola Medina, Amanda Ortiz 3 | Árbitro: CUB Raúl Madera CAN Mikhail Dykman |

| 26 de outubro | Argentina    | 9 – 11                         | México            | Centro Aquático Scotiabank, Guadalajara     |
| 14:00         | Lea Ledoux 3 | (3–3, 2–3, 2–5, 2–0) Relatório | Mary Ann Campos 3 | Árbitro: USA Mark Maretzki BRA André Dester |

### Semifinais
| 26 de outubro | Brasil            | 1 – 13                         | Estados Unidos       | Centro Aquático Scotiabank, Guadalajara         |
| 15:30         | Cecilia Canetti 1 | (0–3, 0–1, 0–3, 1–6) Relatório | Courtney Mathewson 5 | Árbitro: VEN Hugo Paredes CRO Dragan Stampalija |

| 26 de outubro | Cuba                | 9 – 15                         | Canadá        | Centro Aquático Scotiabank, Guadalajara     |
| 17:00         | Hirovis Hernández 6 | (2–4, 1–4, 3–2, 3–5) Relatório | Marina Radu 4 | Árbitro: ARG Héctor Valcarce AHO Frank Bohm |

### Disputa pelo 7º lugar
| 28 de outubro | Venezuela             | 6 – 8                                   | Argentina             | Centro Aquático Scotiabank, Guadalajara     |
| 12:30         | Alexandra Carangelo 3 | (2–2, 1–2, 1–2, 2–0 pro: 0–2) Relatório | Mariela de Virgilio 3 | Árbitro: USA Mark Maretzki COL Camilo López |

### Disputa pelo 5º lugar
| 28 de outubro | Porto Rico     | 15 – 13                        | México         | Centro Aquático Scotiabank, Guadalajara |
| 14:00         | Paola Medina 5 | (2–3, 5–3, 5–4, 3–3) Relatório | Sarah Orozco 3 | Árbitro: BRA José Werner CAN Carl Burt  |

### Disputa pelo bronze
| 28 de outubro | Brasil                                      | 9 – 8                          | Cuba              | Centro Aquático Scotiabank, Guadalajara   |
| 15:30         | Marina Canetti, Catherine Amanda Oliveira 3 | (2–1, 1–2, 4–3, 2–2) Relatório | Danay Gutiérrez 3 | Árbitro: AHO Frank Bohm CAN Germán Moller |

### Final
| 28 de outubro | Estados Unidos       | 27 – 26                                             | Canadá         | Centro Aquático Scotiabank, Guadalajara          |
| 17:00         | Courtney Mathewson 4 | (1–1, 1–4, 2–2, 4–1 pro: 0–0, pen: 19–18) Relatório | Emily Csikos 5 | Árbitro: CRO Dragan Stampalija CUB Juan Menéndez |

## Classificação final
| Pos.              | Equipe             | Campanha | Campanha | Campanha |
| Pos.              | Equipe             | V        | E        | D        |
| ----------------- | ------------------ | -------- | -------- | -------- |
| Medalha de ouro   | USA Estados Unidos | 5        | 0        | 0        |
| Medalha de prata  | CAN Canadá         | 4        | 0        | 1        |
| Medalha de bronze | BRA Brasil         | 3        | 0        | 2        |
| 4                 | CUB Cuba           | 2        | 0        | 3        |
| 5                 | PUR Porto Rico     | 3        | 0        | 2        |
| 6                 | MEX México         | 2        | 0        | 3        |
| 7                 | ARG Argentina      | 1        | 0        | 4        |
| 8                 | VEN Venezuela      | 0        | 0        | 5        |